# Carmen Ballvé
Carmen Ballvé (Madrid, 1960) es una fotógrafa española. 

## Biografía
Graduada en Pedagogía y Ciencias de la Educación por la Universidad Complutense de Madrid (1981). Comenzó a trabajar profesionalmente en 1976 para distintas agencias de modelos, y colaboró con varios periódicos y revistas españoles. En el Magazine del periódico El Mundo fue la encargada de los retratos de las personalidades que, durante dos años, se publicaban en la penúltima página de la revista.
En 1982 se instaló en Nueva York para estudiar en el Centro Internacional de Fotografía (ICP, por su sigla en inglés). Entre otras exposiciones, en 1995 inauguró una con 53 retratos en blanco y negro en la Galería Nicholas Davies; entre los modelos figuraban personas desconocidas y figuras tan diversas como el escritor y sociólogo Ludolfo Paramio, los cantantes Coque Malla y Alaska o las actrices Rossy de Palma y Aitana Sánchez-Gijón.
En 1998 se instaló en la República Dominicana. Allí conoció las duras condiciones de vida de los braceros hahitianos que trabajan en los campos de caña de azúcar, a quienes fotografió para su proyecto Batey. Parte de este trabajo se expuso en la Galería Nacional del Retrato de Londres dentro de la exposición colectiva de las obras seleccionadas en el Premio de Retrato Fotográfico Taylor Wessing (2013).
En Tanzania, en compañía del musicólogo Polo Vallejo, retrató la vida del poblado de Nzale, donde viven los wagogo. Aparte de exposiciones fotográficas sobre ellos, publicó un libro con sus imágenes y textos de Vallejo. Se tituló Acaba cuando llego. Cuadernos de campo, 1995-2015 (Swanu Books, 2016). Esta obra que ganó el Premio Nacional a la mejor edición de libros de Arte, concedido por el Ministerio de Cultura de España.
En 2021, el Museo de San Telmo de San Sebastián le dedicó una exposición monográfica titulada La mirada cercana, en la que se recogía la obra de Ballvé a partir de 1987, con fotos tomadas en la República Dominicana, Tanzania, Etiopía, Mongolia y Perú. La comisaria de la exposición fue María Millán.

## Publicaciones
- Acaba cuando llego. Cuadernos de campo, 1995-2015 [edición en inglés: It ends when I get there; Field logbooks 1995-2015]. Fotografías: Carmen Ballvé. Texto: Polo Vallejo. Prólogo: Óscar Esquivias. Swanu Books, 2016. Premio Nacional a la mejor edición de libros de Arte (2016).